# Макоцевска река
Макоцевска река е река в България, Софийска област – общини Горна Малина и Елин Пелин, десен приток на река Лесновска река. Дължината ѝ е 43 km.
Макоцевска река извира от Главното Старопланинско било, югоизточно от седловината Витиня, на 1064 m н.в. Тече на юг през Камарската котловина, пресича Подбалканския път и в село Долно Камарци приема като ляв приток Стръгленската река. Навлизайки в землището на село Макоцево, приема като ляв приток Кърлевишката река, завива на запад, приема водата на големия Меднишки извор, продължава на запад и в местността „Падалото“ приема като ляв приток Опорска река. Протича покрай Макоцево и Чеканчево, при село Негушево минава през къса теснина между баири и излиза в село Горна Малина, а от там в Софийското поле. След село Долна Малина коритото ѝ е коригирано с водозащитни диги. Влива се отдясно на Лесновска река на 550 m н.в. на 700 m южно от село Петково.
Макоцевската река се влива в Искъра като негов непряк десен приток. Водата и́ не пресъхва никога. През зимата замръзва. Наклонът и е малък, та по цялото си течение през макоцевското землище от двете си страни е образувала плодородни лъки, заети от ливади, овощни градини и ниви. При проливни дъждове поради балканския характер на басейна, водата приижда много голяма. Водите на реката се използват за напояване.
Площта на водосборния басейн на реката е 227 km2, което представлява 20,7% от водосборния басейн на Лесновска река. Макоцевска река има три основни леви притока: Стъргелска река, Кърлевишка река и Опорска река.
По течението на реката са разположени 5 села в Община Горна Малина: Долно Камарци, Макоцево, Чеканчево Горна Малина и Долна Малина. От Горна Малина до Долно Камарци по долината на реката преминава трасето на подбалканската жп линия София – Бургас.

## Топографска карта
- Лист от карта K-34-48. Мащаб: 1 : 100 000.
- Лист от карта K-34-60. Мащаб: 1 : 100 000.